# Charles Hamilton (8e comte de Haddington)
Pour les articles homonymes, voir Charles Hamilton et Hamilton.
Charles Hamilton, 8e comte de Haddington (5 juillet 1753 - 17 mars 1828) est un noble écossais.

## Biographie
Il est le fils aîné de Thomas Hamilton (7e comte de Haddington) et Mary Lloyd. Après son accession au comté de Haddington, il est élu pair représentant de 1807-1812. Il occupe le poste de Lord Lieutenant du East Lothian de 1804-1823. Gardien héréditaire de Holyrood Park à Édimbourg, il provoque une controverse en refusant de permettre à un membre du club Aesculapian d’étendre les sentiers et de planter des zones du parc. Il provoque une nouvelle controverse lorsqu'il commence à extraire des pierres de la carrière sur le site de Salisbury Crags pour fournir des pavés à Londres.
Lord Haddington décède le 17 mars 1828. Il épouse le 30 avril 1779 à Sophia Hope (décédé en 1813), fille de John Hope, deuxième comte de Hopetoun et ont un fils, Thomas Hamilton (9e comte de Haddington).